# Crossodactylus gaudichaudii
Crossodactylus gaudichaudii is een kikker uit de familie Hylodidae. De soort werd voor het eerst wetenschappelijk beschreven door André Marie Constant Duméril en Gabriel Bibron in 1841.
Crossodactylus gaudichaudii komt voor in delen van Zuid-Amerika en leeft endemisch in Brazilië. De habitat bestaat uit stroompjes met een rotsige ondergrond van zeeniveau toit 1800 meter boven zeeniveau.